# Ptilodexia omissa
Ptilodexia omissa là một loài ruồi trong họ Tachinidae.